# Fur TV

Logo

Fur TV is een Engelse komische televisieserie gemaakt door onder anderen Henry Trotter en Chris Waitt. De serie gebruikt Muppet Showachtige poppen en live action, terwijl de verhalen bedoeld zijn voor volwassenen. De poppen hebben seks met andere poppen of met mensen, gebruiken alcohol en andere drugs, vechten en vloeken.

## Geschiedenis
Voorloper Furry Avenue was een korte film van 10 minuten die de BBC Greenlight Award won in 2003. De prijs bestond uit 200.000 Engelse pond die gebruikt werd om een pilot van een half uur te maken. In 2004 zond de BBC de pilot uit, maar de Britse publieke omroep durfde het niet aan om er een serie van uit te zenden vanwege de expliciete inhoud. Wel werd het uitgezonden door het experimentele programma Virus van de Belgische publieke zender Canvas op 18 maart 2008, en door de Noorse publieke omroep NRK. Ook won het de Gouden Roos voor beste pilot op het Montreaux TV Festival 
Op 4 mei 2008 begon de Britse MTV (MTV ONE) met het uitzenden van een eerste serie, en op 1 september 2008 volgde MTV Nederland. Deze serie werd geproduceerd door Warp Films, een zijproject van Warp Records, en Yummo. De naam Yummo staat in de serie als merk vermeld op bierblikjes en andere voedingsverpakkingen, maar ook op een kettingzaag en een gitaarversterker.

## Karakters
- Lapeño Enriquez a.k.a. (D.J.) Peenie is van Braziliaanse afkomst en is de slimste van het stel. Met zijn onafscheidelijke zonnebril heeft hij een cool imago. Door koosnaampjes te geven als my little apricot en sweetcase heeft hij veel succes bij de vrouwen. Hij verzorgt tevens de voice-over.
- Edward "Fat Ed" Tubbs is groot en sterk en houdt van heavy metal, bier en fast food en is verbaal en fysiek agressief, met name richting Mervin. Hij is leider van de band Stinkhole, de heaviest fucking band of all time.
- Mervin J. Minky is dom, naïef, heeft geen zelfvertrouwen en vaak het mikpunt van agressie en spot. Zijn grootste hobby is masturbatie en hij bezit een enorme collectie pornografie, maar hij heeft geen contact met vrouwen. Hij kookt graag voor Ed, maar bakt er niks van.

Naast de poppen spelen ook mensen als gastacteurs mee, waaronder Hayley Angel Wardle, de dochter van Jah Wobble.
In de pilotaflevering komen ook schrijver Frank en oudere jongere Jim voor. Het is een homostel en woont net als de andere drie in Furry Avenue. Frank kijkt graag naar documentaires over de Tweede Wereldoorlog en speelt Scrabble, terwijl Jim teleurgesteld is dat ze nooit meer uitgaan en andere dingen doen bij de jongerencultuur horen. Frank en Jim komen in de serie niet meer voor.

## Afleveringen
- BBC Pilot: Puppet Love

### MTV ONE Serie 1
- Aflevering 1: Rent Boys, Fur TV Cribs, Ed's Furry Fucking Guide To Metal, Hot Pussy
- Aflevering 2: My Big Fat Gay Wedding, There's Something About Mervin
- Aflevering 3: Mervin's Millions, Furry Movie Club, Fur & Loathing
- Aflevering 4: Bad Apples, Enter the DJ
- Aflevering 5: Hungry for Love, Brown Fury, videoclip Raining Brown van Stinkhole
- Aflevering 6: Ladies Love Lapeño, Arse of Darkness
- Aflevering 7: Fist of Fur, Ed's Super Fix-it, Get Mervin
- Aflevering 8: Merverella